# Басарія Етері Федорівна
Етері́ Фе́дорівна Басарі́я (3 червня 1949, Кутол — 13 травня 2013, Київ) — український прозаїк, перекладач; член Спілки радянських письменників України з 1979 року та Спілки письменників Абхазії з 2003 року.

## Життєпис
Народилася 3 червня 1949 року в селі Кутолі (нині Очамчирський район самопроголошеної Республіки Абхазії). 1972 року закінчила Московський державний університет імені Михайла Ломоносова, 1973 року — Літературний інститут імені Максима Горького в Москві.
З 1973 року мешкала у Києві. До 1980 року працювала в пресцентрі Інституту кібернетики, журналістом у засобах масової інформації, зокрема у 1973—1974 роках — редактор журналу «Кибернетика»; у 1989—1999 роках — спеціальний кореспондент газети «Труд»; у 2000—2002 роках — редактор журналу «Доктор»; у 2002—2004 роках — завідувач відділу культури газети «Правда Украины».
Померла в Києві 13 травня 2013 року.

## Творчість
Її літературний дебют відбувся у 1972 році на сторінках журналу «Юность». Згодом її повісті та оповідання неодноразово публікувалися в журналі «Радуга», «Алашара» (у перекладі з російської), «Абаза» та інших виданнях. Писала російською та абхазькою мовами. Її творчість переважно зосереджена на зображенні життя абхазького народу, з акцентом на нелегкі долі людей старшого покоління. Авторка книжок:
- «Птицам — небо» (Сухумі, 1975);
- «На нашей стороне» (Київ, 1977);
- «Великан и дельфин» (Сухумі, 1979);
- «Первые километры» (Москва, 1980);
- «Такая жаркая земля» (Сухумі, 1980);
- «Реджеб и его родичи» (Київ, 1982);
- «Взгляд поверх ворот, выходящих на луг» (Київ, 1985);
- «И говорили они до утра» (Москва, 1986);
- «Щадящий режим» (Київ, «Радянський письменник», 1988);
- «Дым сказки» (1988);
- «Дыдын и Мыдын» (Київ, 1988);
- «На перекрёстке» (Київ, 1989);
- «Живая ветвь» (Харків, 1990);
- «Нар» (Сухумі, 1990);
- «Ги во владениях Обра» (Київ, 2004);
- «Я читаю сам» (2008);
- «Принцесса и Чарик» (2008);
- «Велике прибирання» (2008);
- «З мамою в крамниці» (2008);
- «Ослик Сорри» (2009).

Також автор низки статей про абхазьких письменників Іуа Когонію, Геннадія Аламіа, Таїфа Аджбу та інших.
Низку її творів перекладено абхазькою, італійською, українською (перекладачі В. Положій і А. Таран), німецькою мовами.
Переклала російською мовою другу книгу роману Баграта Шинкуба «Розсічений камінь», історичний роман Віталія Амаршана «Апсха» (виданий у 2003 році у Сухумі під назвою «Леон Апсха», 2-ге видання — під назвою «Апсха»; Сухумі, 2012).

## Премії
- Літературна премія імені Володимира Короленка (1999)[2];
- Премія імені Миколи Гоголя (2008, за повість «Неправильный треугольник»)[4];
- Міжнародна премія імені Юрія Долгорукого (2008)[1].